# Burning the Books
Burning the Books: A History of the Deliberate Destruction of Knowledge (no Brasil: Queimando livros: uma história sobre o ataque ao conhecimento; em Portugal: Queimar livros: uma história da destruição do saber) é um livro publicado pelo britânico Richard Ovenden [en], diretor da Bodleian Libraries [en], sobre a história da destruição intencional do conhecimento registrado, no ano de 2020. O livro foi selecionado para o Prêmio Wolfson de História de 2021.

## Enredo
A obra analisa a destruição intencional de bibliotecas e arquivos desde a antiguidade até a era contemporânea, abordando eventos como a destruição de tábuas assírias no Iraque, documentos da geração Windrush no Reino Unido e ataques a bibliotecas em Alexandria e Sarajevo. O escritor e bibliotecário Richard Ovenden [en] examinas as motivações políticas, religiosas e culturais por trás desses atos, bem como o papel das bibliotecas e arquivos na preservação de registros de cidadania, estado de direito e documentos históricos, como a Magna Carta na Inglaterra e a Declaração de Independência nos Estados Unidos. A obra também destaca esforços de bibliotecários e arquivistas para proteger o conhecimento, frequentemente sob risco pessoal, e enfatiza a importância de políticas públicas e financiamento para a manutenção dessas instituições.

## Lançamento
No Reino Unido, o livro foi pulicado em 3 de setembro de 2020, pela editora John Murray. Ainda no Reino Uniddo, o livro foi resumido e transmitido pela BBC Radio 4 em seis episódios, narrado pelo ator Anthony Head. Nos Estados Unidos, a publicação ficou a cargo da Harvard University Press, editora vinculada à Universidade Harvard, em novembro do mesmo ano.
Em maio de 2022, em tradução de Nuno Quintas, o livro foi publicado em Portugal pela Editorial Presença. No mês de outubro do mesmo ano, a editora brasileira, Editora Globo, com tradução de Santiago Nazarian, publicou uma versão do livro no Brasil.

## Recepção

### Crítica
A jornalista e escritora Rachel Cooke [en], escreveu para o jornal britânico The Guardian, uma crítica positiva ao livro, elogiando a escrita de Ovenden: "Burning the Books revela em cada página, ele não é apenas cuidadoso, diligente e sábio, mas também sabe o que deixar de fora e o que manter — e é essa qualidade, acima de tudo, que torna seu livro tão notável. Seu alcance é bastante surpreendente e, ainda assim, incrivelmente, sua narrativa tem apenas 320 páginas." Christopher Hart [en], para o jornal birtânico The Times, fez crítica negativa ao livro: "Ovenden também acredita que ainda honramos a liberdade de expressão neste país. Será mesmo? Não a abandonamos progressivamente em favor de espaços seguros e coesão comunitária? Tudo isso contribui para um final decepcionantemente sem impacto para um livro que, de outra forma, seria intrigante."
Timothy W. Ryback, para a revista especializada em literatura britânica Literary Review [en], fez crítica mista ao livro e anotou que: "ao abrir a fascinante e gratificante história de Ovenden, o leitor talvez fique desapontado, como eu fiquei, ao se deparar com a famosa observação do poeta alemão do século XIX Heinrich Heine: “Sempre que queimam livros, acabam também queimando pessoas. Embora Ovenden ofereça uma das traduções mais elegantes, perguntei-me se ele poderia ter encontrado um aforismo igualmente conciso, mas não tão frequentemente usado, como epígrafe."
Ernest Hilbert, para o jornal estadunidense The Wall Street Journal, fez crítica positiva ao livro e enalteceu o "grande conhecimento técnico de Ovenden sobre o assunto".

### Prêmios
| Ano  | Premiação                  | Categoria    | Resultado | Ref.  |
| ---- | -------------------------- | ------------ | --------- | ----- |
| 2021 | Prêmio Wolfson de História | Livro do ano | Indicado  | [ 7 ] |

## Obras citadas pelo livro
- Bryce, Trevor (2004). Life and Society in the Hittite World. [S.l.]: Oxford University Press. ISBN 978-0-19-927588-5
- Carpenter, Humphrey (2008). The Seven Lives of John Murray: The Story of a Publishing Dynasty 1768–2002. [S.l.]: John Murray. ISBN 9780719565328
- Casson, Lionel (2002). Libraries in the Ancient World. [S.l.]: Yale University Press. ISBN 9780300097214
- Clark, John Willis (1909). The Care of Books: An Essay on the Development of Libraries and Their Fittings, From the Earliest Times to the End of the Eighteenth Century. [S.l.]: Cambridge University Press
- Conaway, James (2000). America's Library: The Story of the Library of Congress 1800–2000. [S.l.]: Yale University Press. ISBN 9780300083088
- Duffy, Eamon (1992). The Stripping of the Altars: Traditional Religion in England c.1400–c.1580. [S.l.]: Yale University Press. ISBN 9780300060768
- Gleig, George Robert (1821). A Narrative of the Campaigns of the British Army at Washington and New Orleans, Under Generals Ross. [S.l.]: John Murray
- Harris, P.R. (1998). A History of the British Museum Library 1753–1973. [S.l.]: British Library. ISBN 9780712345620
- Hayner, Priscilla B. (2011). Unspeakable Truths: Transitional Justice and the Challenge of Truth Commissions. [S.l.]: Routledge
- Knuth, Rebecca (2003). Libricide: The Regime-Sponsored Destruction of Books and Libraries in the Twentieth Century. [S.l.]: Praeger
- Layard, Austen H. (1853). Discoveries in the Ruins of Nineveh and Babylon. [S.l.]: John Murray
- Leland, John (1895). The Laboryouse Journey & Serche of John Leylande for Englandes Antiquitees ... [S.l.]: S
- Lipstadt, Deborah (1993). Denying the Holocaust: The Growing Assault on Truth and Memory. [S.l.]: Free Press. ISBN 9780029192351
- Macray, William Dunn (1890). Annals of the Bodleian Library Oxford. [S.l.: s.n.]
- Makiya, Kanan (1998). Republic of Fear: The Politics of Modern Iraq. [S.l.]: University of California Press. ISBN 9780520214392
- Meehan, Bernard (1999). The Book of Kells. [S.l.]: Thames & Hudson. ISBN 9780500281468
- Mercier, Désiré-Félicien-François-Joseph (1915). Pastoral Letter of his Eminence Cardinal Mercier Archbishop of Malines Primate of Belgium Christmas 1914. [S.l.]: Burns & Oates Ltd
- Motion, Andrew (1993). Philip Larkin: A Writer's Life. [S.l.]: Faber & Faber
- Orwell, George (2003). Nineteen Eighty-Four. [S.l.]: Penguin
- Peterson, William S. (1991). The Kelmscott Press: A History of William Morris's Typographical Adventure. [S.l.]: Oxford University Press. ISBN 978-0-19-812887-8
- Plath, Sylvia (1983). The Journals of Sylvia Plath, Foreword by Ted Hughes. [S.l.]: Ballantyne Books. ISBN 9780345351685
- Poole, Reginald Lane (1912). A Lecture on the History of the University Archives. [S.l.]: Clarendon Press
- Price, David H. (2011). Johannes Reuchlin and the Campaign to Destroy Jewish Books. [S.l.]: Oxford University Press
- Rich, Claudius James (1836). Narrative of a Residence in Koordistan, and on the Site of Ancient Nineveh. [S.l.]: James Duncan. ISBN 9780576034661
- Toynbee, Arnold J. (1917). The German Terror in Belgium. [S.l.]: Hodder & Stoughton
- Tripp, Charles (2000). A History of Iraq. [S.l.]: Cambridge University Press